# Atahualpa (cantão)

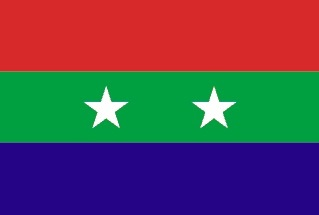
Bandeira do cantão de Atahualpa

Atahualpa é um cantão do Equador localizado na província de El Oro.
A capital do cantão é a cidade de Paccha.